# Ligier JS25
Chronologie des modèles (1985)
Ligier JS23 Ligier JS27
La Ligier JS25 est la monoplace de Formule 1 engagée par l'écurie française Ligier dans le cadre du championnat du monde de Formule 1 1985. Elle est pilotée par l'Italien Andrea De Cesaris, remplacé par le Français Philippe Streiff à partir de la douzième manche, en Italie, et par son compatriote Jacques Laffite.

## Historique
Ligier, tout comme Renault, ne prend pas part au Grand Prix d'Afrique du Sud, quinzième manche du championnat du monde de Formule 1 1985, sur les instructions du ministère des Sports, afin de protester contre les violences commises par le régime d'Apartheid dans le pays.

## Résultats en championnat du monde de Formule 1
| Saison | Écurie        | Moteur            | Pneus   | Pilotes           | Courses | Courses | Courses | Courses | Courses | Courses | Courses | Courses | Courses | Courses | Courses | Courses | Courses | Courses | Courses | Courses | Points inscrits | Classement |
| Saison | Écurie        | Moteur            | Pneus   | Pilotes           | 1       | 2       | 3       | 4       | 5       | 6       | 7       | 8       | 9       | 10      | 11      | 12      | 13      | 14      | 15      | 16      | Points inscrits | Classement |
| ------ | ------------- | ----------------- | ------- | ----------------- | ------- | ------- | ------- | ------- | ------- | ------- | ------- | ------- | ------- | ------- | ------- | ------- | ------- | ------- | ------- | ------- | --------------- | ---------- |
| 1985   | Equipe Ligier | Renault EF4B V6 T | Pirelli |                   | BRÉ     | POR     | SMR     | MON     | CAN     | DET     | FRA     | GBR     | ALL     | AUT     | P-B     | ITA     | BEL     | EUR     | AFS     | AUS     | 23              | 6e         |
| 1985   | Equipe Ligier | Renault EF4B V6 T | Pirelli | Andrea De Cesaris | Abd.    | Abd.    | Abd.    | 4e      | 14e     | 10e     | Abd.    | Abd.    | Abd.    | Abd.    | Abd.    |         |         |         |         |         | 23              | 6e         |
| 1985   | Equipe Ligier | Renault EF4B V6 T | Pirelli | Philippe Streiff  |         |         |         |         |         |         |         |         |         |         |         | 10e     | 9e      | 8e      |         | 3e      | 23              | 6e         |
| 1985   | Equipe Ligier | Renault EF4B V6 T | Pirelli | Jacques Laffite   | 6e      | Abd.    | Abd.    | 6e      | 8e      | 12e     | Abd.    | 3e      | 3e      | Abd.    | Abd.    | Abd.    | 11e     | Abd.    |         | 2e      | 23              | 6e         |

Légende : ici 